# Skulpturensammlung Viersen

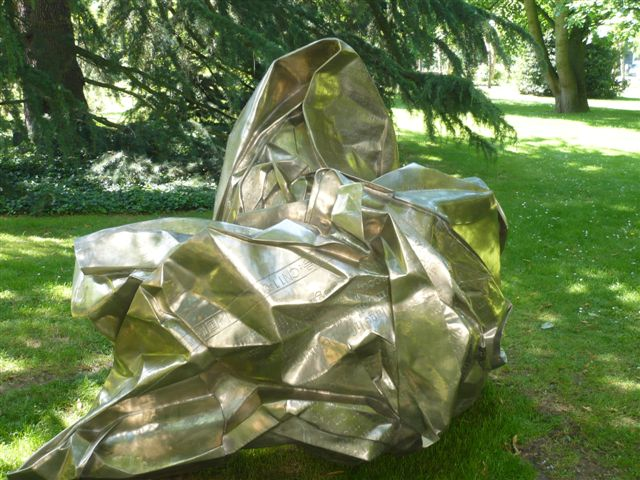
Wang Du: China Daily

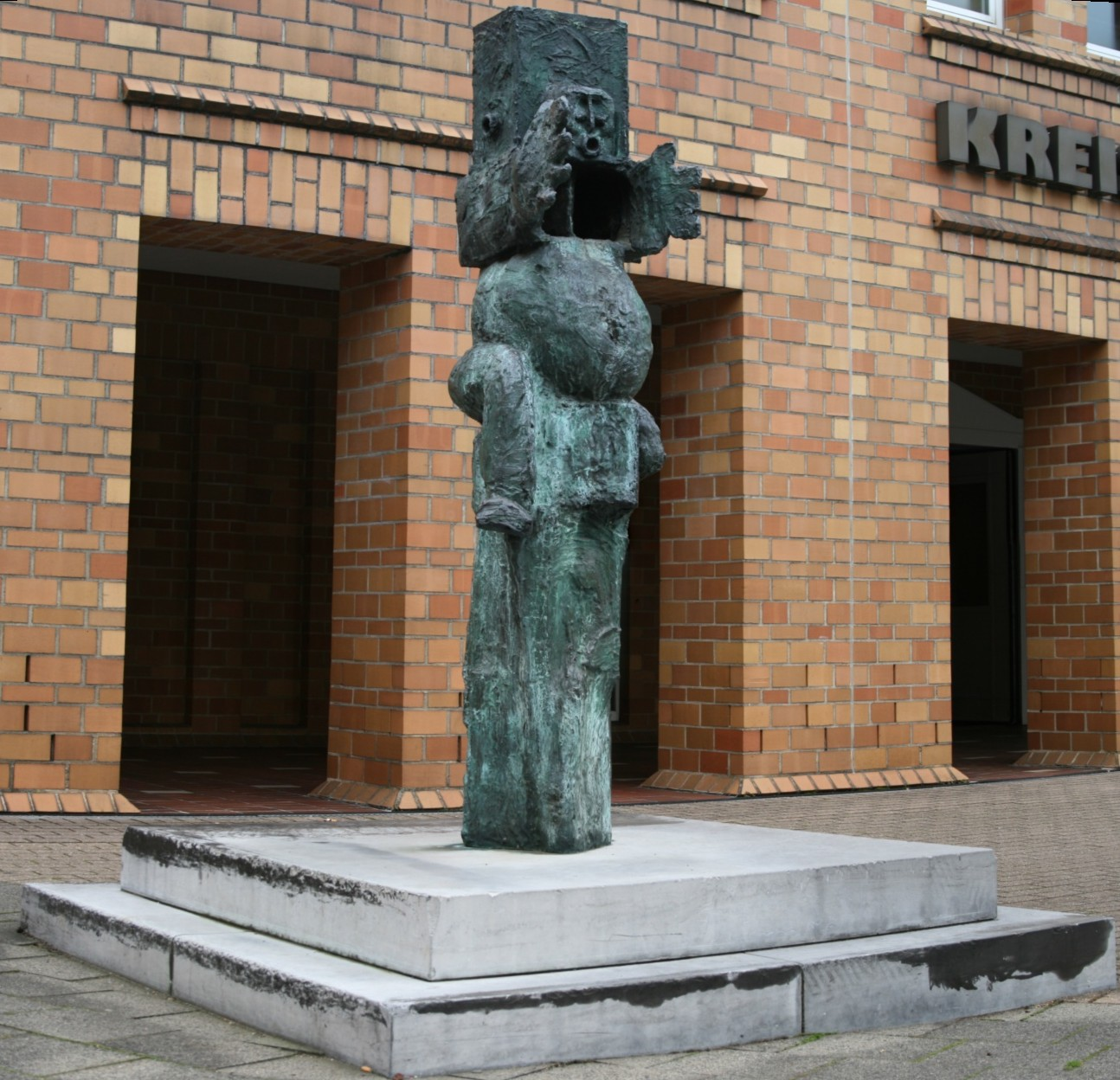
Karl Horst Hödicke: Kaspar

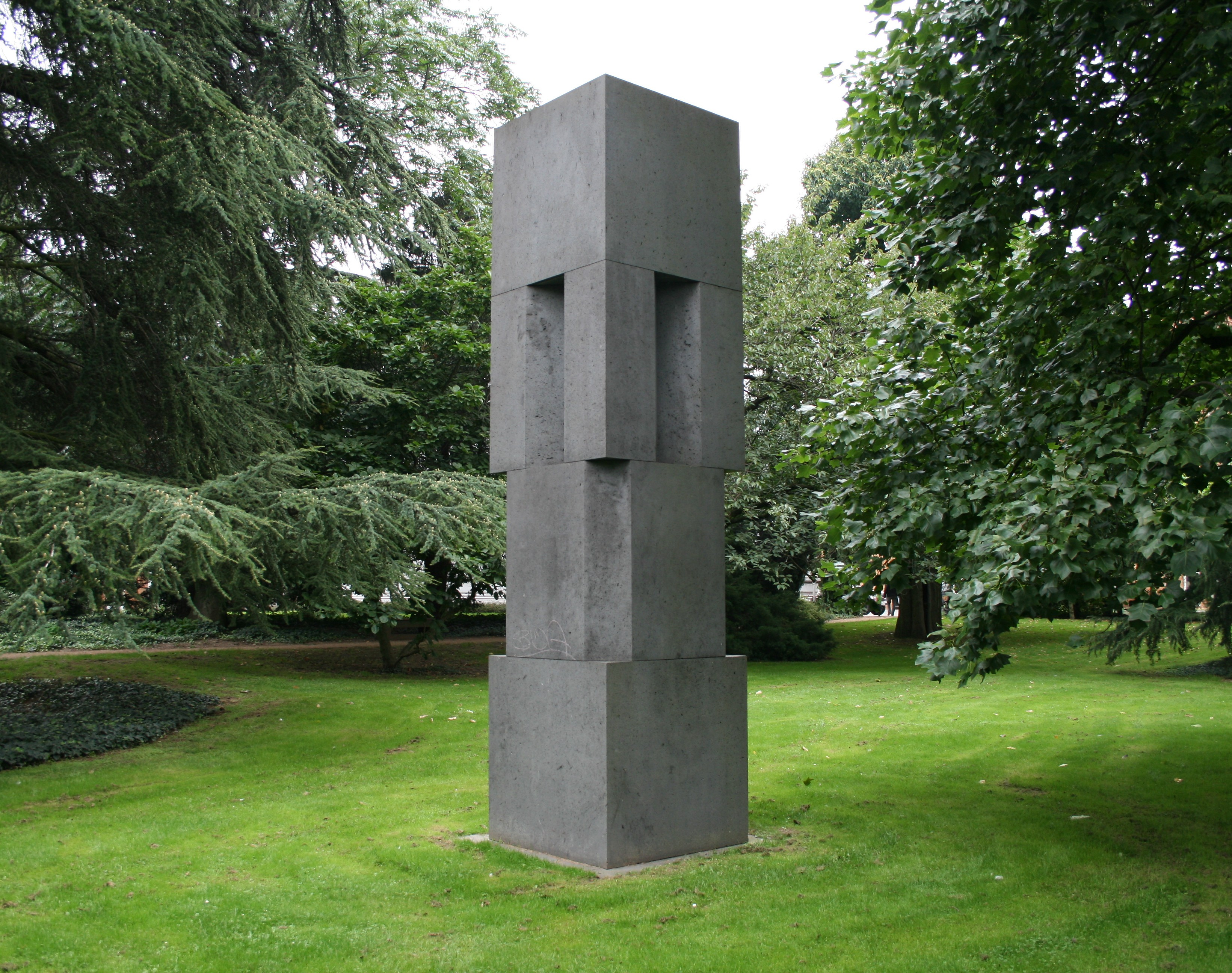
Erwin Heerich: Monument

Die Skulpturensammlung Viersen gehört zu den bedeutenden zeitgenössischen Skulpturenparks Deutschlands.

## Geschichte, Bedeutung und Werke
Aus einer Schenkung des aus Viersen in die USA ausgewanderten Bürgers William Pohl an den Viersener Heimatverein sowie aus Spenden und Geldern der Stiftung Kunst und Kultur des Landes NRW entstand in den letzten 20 Jahren rund um die Städtische Galerie im Park in der Kreisstadt Viersen eine einzigartige Skulpturensammlung, an der sich renommierte Künstler mit zum Teil aufwändigen Werken beteiligt haben.
Als 1992 die 1986/87 konstruierte fünfteilige, fast 12 Meter hohe Stahlskulptur New Star von dem US-amerikanischen Künstler Mark di Suvero auf dem Diergardtplatz errichtet wurde, erhob sich in Leserbriefen ein Proteststurm einheimischer Bürger gegen diese Leihgabe; viele konnten mit diesem abstrakt-modernen Kunstwerk nichts anfangen. Inzwischen hat sich in der Bevölkerung, hervorgerufen durch Aufklärung, zahlreiche Besucher aus dem In- und Ausland und Medienecho, ein Sinneswandel vollzogen.
Ein besonderer Anziehungspunkt dieser Sammlung ist die bronzene Wirbelsäule – the articulated column des englischen bildenden Künstlers Tony Cragg (1996), der diese eigens für Viersen entworfen hatte. Die erste Skulptur war das 1989 errichtete Monument aus Eifeler Basaltlava des Düsseldorfer Kunstprofessors Erwin Heerich (1922–2004). Der Künstler schenkte der Sammlung 1992 eine Vogeltränke aus gleichem Material; von ihm stammen auch Metall- und Steinbänke, die den künstlerischen Merkmalen der Skulpturensammlung entsprechen.
Weitere wichtige Werke im Skulpturenpark:
- David Lauer: Figur, Bronzekörper auf einem Basaltlava-Sockel (1989)
- Karl Horst Hödicke: Kaspar, bronzene Bildsäule (1989)
- Wolfgang Nestler: Position im Schwerpunkt (1997)
- Roberto Matta: Chaosmos (2002)
- Günter Haese: Optimus II, kinetisches Kunstwerk (2007)
- Wang Du: China Daily (2010)

1999 wurde eine Grafik-Edition von an der Sammlung beteiligten sowie weiteren Künstlern herausgegeben, deren Verkaufserlös für Neuerwerbungen vorgesehen war; zudem veröffentlichte der Viersener Heimatverein einige kunstwissenschaftliche Begleitpublikationen. 2009 wurde die Viersener Skulpturensammlung von der Arbeitsgemeinschaft Bildhauermuseen und Skulpturensammlungen e.V. zum Mitglied gewählt.